# Илиев, Иван
Иван Илиев (18 марта 1985) — болгарский самбист тяжёлой весовой категории, выступал за сборную Болгарии с середины 2000-х годов. Пятикратный чемпион Европы, серебряный и бронзовый призёр чемпионатов мира, победитель многих турниров национального и международного значения. Также известен как дзюдоист, пятикратный чемпион Болгарии по дзюдо.

## Биография
Иван Илиев родился 18 марта 1985 года. Начиная с 2000 года активно выступал на различных юниорских и молодёжных соревнованиях по самбо и дзюдо, выигрывал турниры регионального значения.
В 2003 году впервые попал в основной состав болгарской национальной сборной по дзюдо и побывал на взрослом чемпионате Европы в немецком Дюссельдорфе, где занял в абсолютной весовой категории пятое место. В 2005 году стал чемпионом Болгарии по дзюдо и выступил на европейском первенстве в голландском Роттердаме, став там пятым. Впоследствии удерживал чемпионское звание вплоть до 2011 года, в общей сложности выиграв национальное первенство пять раз подряд. На Кубке мира наибольшего успеха добился в сезоне 2005 года, когда завоевал бронзовую медаль на этапе в Праге.
В течение многих лет Илиев успешно выступал на крупнейших международных соревнованиях по классическому самбо. Так, ещё в 2004 году он завоевал бронзовую медаль в тяжёлой весовой категории на чемпионате мира в Кишинёве. В общей сложности он шесть раз становился бронзовым призёром мировых первенств и один раз получил серебро — ближе всего был к победе на чемпионате мира 2010 года в Ташкенте, когда сумел дойти до финала и в решающем поединке потерпел поражение от россиянина Виталия Минакова. Кроме того, является четырёхкратным чемпионом Европы (2005, 2007, 2011, 2013), серебряным (2015) и бронзовым (2010) призёром европейских первенств. Многократный призёр Мемориала А. А. Харлампиева.

## Чемпионаты Болгарии
- Чемпионат Болгарии по дзюдо 2002 —  (тяжёлая категория);
- Чемпионат Болгарии по дзюдо 2002 —  (абсолютная категория);
- Чемпионат Болгарии по дзюдо 2003 —  (тяжёлая категория);
- Чемпионат Болгарии по дзюдо 2003 —  (абсолютная категория);
- Чемпионат Болгарии по дзюдо 2004 — ;
- Чемпионат Болгарии по дзюдо 2005 — ;
- Чемпионат Болгарии по дзюдо 2007 — ;
- Чемпионат Болгарии по дзюдо 2008 — ;
- Чемпионат Болгарии по дзюдо 2010 — ;
- Чемпионат Болгарии по дзюдо 2011 — ;
- Чемпионат Болгарии по дзюдо 2017 — ;